# Glacier Kanikula
Le glacier Kanikula, aussi appelé Little Tokositna Glacier, est un glacier d'Alaska aux États-Unis situé dans le borough de Matanuska-Susitna. Il fait 18 km de long.
Il naît dans une série de cirques glaciaires, au sud de la chaîne d'Alaska, se dirige ensuite vers le sud-est du mont Goldie, et se termine avant la vallée du glacier Tokositna.